# Каллистратова, Софья Васильевна

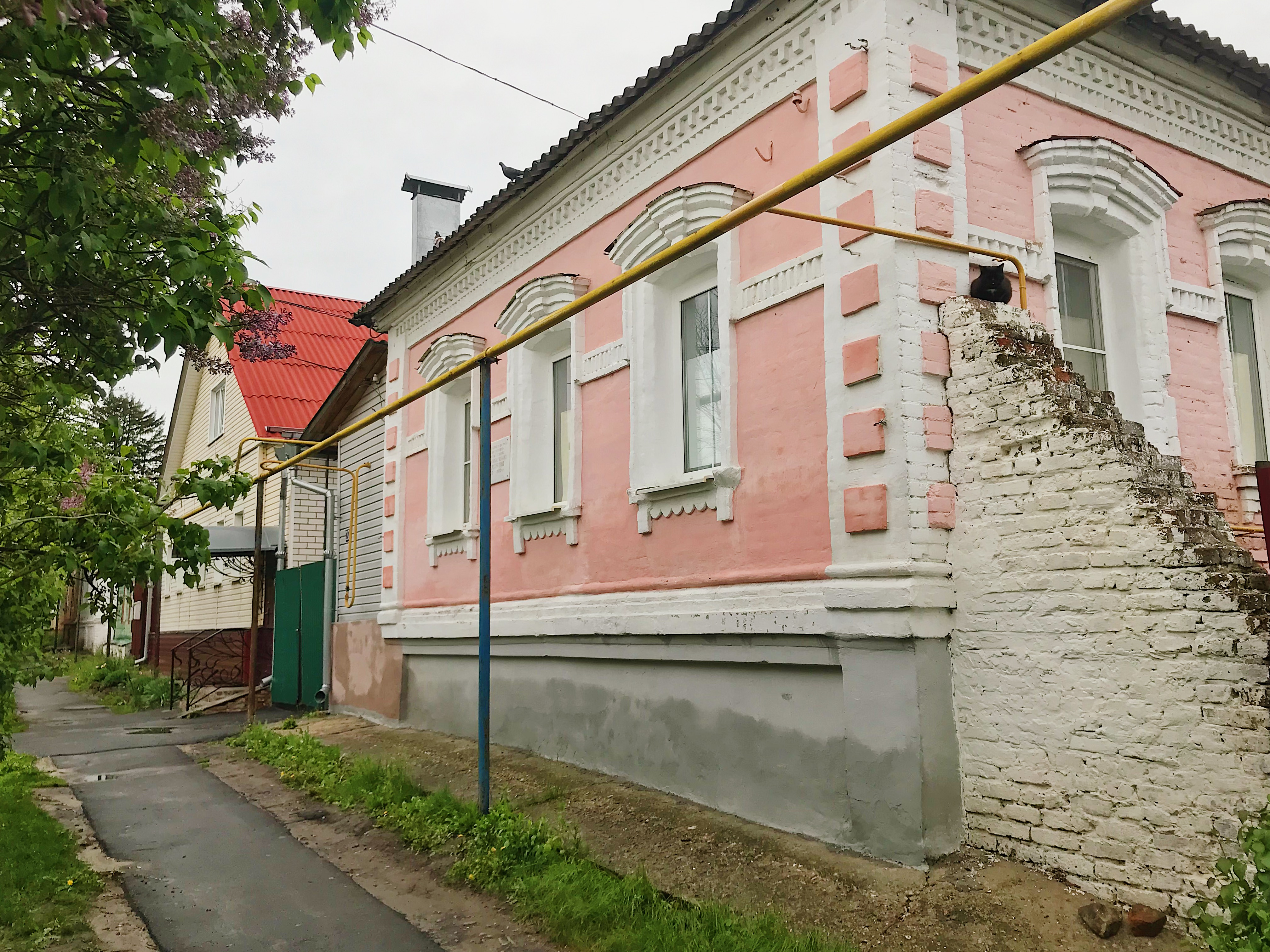
Дом в Рыльске по ул. Р. Люксембург, в котором жила Софья Каллистратова с 1915 по 1925 год. На доме установлена памятная табличка.

Софья Васильевна Каллистратова (6 [19] сентября 1907, Александровка, Курская губерния — 5 декабря 1989, Москва) — советский адвокат, член Московской Хельсинкской группы, известна своими правозащитными документами и выступлениями на политических процессах над советскими диссидентами.

## Биография
Софья Каллистратова родилась 6 (19) сентября 1907 года в семье священника Владимирской церкви в селе Александровке Толпинской волости Рыльского уезда Курской губернии, ныне село входит в Толпинский сельсовет Кореневского района Курской области. В семье было 7 детей, София — пятая.
В 1915 году Василий Акимович Каллистратов стал священником в Покровском соборе города Рыльска, куда переехал с семьёй.
В 1917 году Софья Васильевна Каллистратова сдала экзамены в Шелеховскую гимназию города Рыльска, но учиться она начала уже в единой трудовой школе. В 1919 году Зиновия Федоровна отреклась от мужа-священника, который отказался сложить с себя сан. Старшая дочь Наталья взяла мать, младших братьев и сестру Софью на свое иждивение. В четырнадцать лет Софья хотела вступить в комсомол, но её, как поповскую дочку, не приняли.
С 1925 года жила в Москве, окончила Факультет Советского права Московского государственного университета в 1930 году и с тех пор работала как профессиональный юрист. Сперва работала стажером в Управлении уголовного розыска и милиции Мосгорисполкома, а с 1931 года — юрисконсультом, сначала в Московском областном комитете профсоюза сельскохозяйственных рабочих, а затем в Юридической консультации ВЦСПС. С начала 1933 года стала по совместительству преподавать на курсах и в школах профсоюзов — читала лекции по трудовому законодательству.
В 1939 году перешла на преподавательскую работу в Коминтерновский учебный комбинат, но уволиться с работы в то время было сложно, её не отпускали. Пришлось воспользоваться знанием законов. 1 сентября 1939 года уволена из консультации на основании постановления СНК СССР, ЦК ВКП(б) и ВЦСПС от 27 декабря 1938 года за опоздание на работу на 55 минут.
В конце июня 1941 года занятия в Коминтерновском учебном комбинате прекратились, всех преподавателей уволили. Софья Васильевна снова пошла работать юрисконсультом в ЦК Союза станкоинструментальной промышленности. 8 июля 1941 года её дочь Маргарита была эвакуирована из Москвы в Шадринск с детьми сотрудников Музея Ленина, в библиотеке которого работала жена старшего брата Софьи. 21 октября 1941 года ЦК Союза станкоинструментальной промышленности эвакуировали из Москвы, Софье дали разрешение на выезд в Шадринск. Работала юрисконсультом на эвакуированный из Прилук завод противопожарного оборудования, перепрофилированный в минометный. Но юридических дел было немного, и она стала к станку, освоив специальность токаря-операционника, изготавливала деталь к минометам. В феврале 1943 года вернулась в Москву.
С июля 1943 года — адвокат Московской областной коллегии адвокатов, работала в Кунцевской юридической консультации. В 1960 году в связи с расширением границ Москвы её перевели в Московскую городскую коллегию, в 1960-е годы её перевели во 2-ю юридическую консультацию на Арбатской площади где она работала по 1 апреля 1976 года. Основное место в практике Софьи Васильевны занимали уголовные дела, хотя были и гражданские, часто весьма сложные. Очень много было среди её клиентов малолетних преступников. Она всегда старалась показать, что в преступлении, совершенном ребёнком, подростком, виноваты прежде всего его окружение, все условия его жизни, и умела высветить все хорошие стороны любого своего подзащитного, особенно несовершеннолетнего. Когда вела дела о хищениях на производстве, то основательно знакомилась с технологией этого производства, не жалела времени на поиск и привлечение компетентных экспертов в сложных случаях. За время работы в МОКА несколько раз привлекалась к дисциплинарной ответственности по частным определениям судов, которые Президиумом МОКА оставлялись без наложения взысканий, поскольку факты, в них изложенные, не подтверждались.
В январе 1961 года мать её клиента, Т. Г. Определённая, написала на неё донос, утверждая, что Каллистратова потребовала от неё взятку для передачи судье как гарантию того, что по приговору не будет конфискации имущества. 22 февраля 1961 года прокурор предъявил ей обвинение по статьям 17 и 174 УК РСФСР — соучастие и посредничество во взятке. В апреле дело было прекращено.
В 1960-е годы паспортистка, вписывая её фамилию, ошиблась и написала «Калистратова» вместо «Каллистратова». В результате в одних исторических документах известный адвокат фигурирует как «Калистратова», а в других — как «Каллистратова».
С 1 апреля 1976 года уволилась из МГКА по состоянию здоровья и вышла на пенсию.
Софья Васильевна Каллистратова умерла 5 декабря 1989 года. Похоронена на Востряковском кладбище, ныне муниципальный округ Тропарёво-Никулино Западного административного округа города Москвы.

## Правозащитная деятельность
Каллистратова вела десятки, а возможно и сотни различных дел, как уголовных, так и политических; защищала самиздатчиков, отказников, крымских татар. Среди её подзащитных Виктор Хаустов, Вадим Делоне, И. Яхимович, Пётр Григоренко, Наталия Горбаневская. Речи Каллистратовой распространялись в самиздате, были включены в сборники «Правосудие или расправа» и «Полдень».
Первым политическим делом было дело рабочего Виктора Хаустова, обвинявшегося в организации 22 января 1967 года на площади Пушкина демонстрации протеста против ареста А. И. Гинзбурга и в злостном хулиганстве. Приговором от 16 февраля 1967 года он был осужден на три года по статье 190-3 и на два года по статье 206 с отбыванием заключения в колонии строгого режима. В своей защитительной речи Софья Васильевна настаивала на оправдании Хаустова по статье 190-3 и переквалификации ст. 206 на ст. 191-1 и применения наказания, не связанного с лишением свободы. Верховный суд РСФСР частично прислушался к её аргументам: статья 206 была заменена, и хотя срок остался прежним — три года, но уже в колонии общего режима.
Летом 1968 года вместе с ещё тремя московскими адвокатами (Л. М. Поповым, Ю. Б. Поздеевым и В. Б. Роммом) ездила в Ташкент для защиты группы активистов крымскотатарского движения: Ахмета Малаева, Ибраима Абибуллаева, Энвера Абдулгазиева, Редвана Сеферова, Идриса Закерьяева, Халила Салетдинова и Эшрефа Ахтемова. Они обвинялись в проведении митингов в городе Чирчике, распространении документов, содержащих «заведомо ложные измышления», в сборе денежных средств для «различных незаконных действий». Все обвиняемые получили или очень небольшие сроки или условное наказание и были отпущены из-под стражи в зале суда. Судья Сергеев за этот слишком мягкий приговор был уволен с работы.
В октябре 1968 года вместе с Д. И. Каминской, Ю. Б. Поздеевым и Н. А. Монаховым участвовала в процессе по делу о демонстрации на Красной площади 25 августа 1968 года, когда семь человек: лингвист Константин Бабицкий, филолог Лариса Богораз, поэтесса Наталья Горбаневская, поэт Вадим Делоне, рабочий Владимир Дремлюга, физик Павел Литвинов и искусствовед Виктор Файнберг — в двенадцать часов дня сели на парапет у Лобного места и одновременно развернули плакаты: «За нашу и вашу свободу», «Руки прочь от ЧССР», «Позор оккупантам», «Да здравствует свободная и независимая Чехословакия».
В конце октября 1968 года второй раз ездила в Ташкент вместе с адвокатами Ю. А. Сарри и Л. М. Поповым участвовать в процессе над пятью активистами крымскотатарского движения — Идрисом Касимовым, Шевкетом Сейтаблаевым, Люманом Умаровым, Леннарой Гусейновой и Юсуфом Расиновым. Обвинение стандартное — «распространение заведомо ложных измышлений» по статье 194-1 УК УзССР. Следователем был Ю. А. Воробьев, который впоследсвии вёл следствие по делу самой Каллистратовой.
Лишь в редких случаях адвокаты, защищавшие обвиняемых по статье 190-1 УК РСФСР (распространение заведомо ложных сведений, порочащих советский государственный и общественный строй) и/или по статье 70 УК РСФСР (антисоветская агитация и пропаганда), осмеливались, как Софья Каллистратова и Дина Каминская, в действительности доказывать невиновность подзащитных. Работа адвоката в этих случаях могла казаться бессмысленной, поскольку приговор готовился ещё до начала судебного процесса. Таким адвокатам, как Каллистратова, Юлий Ким посвятил «Адвокатский вальс».
Каллистратова сотрудничала с Валерием Чалидзе и Андреем Сахаровым в московском Комитете прав человека в СССР.
Совместно с другими участниками вела «Хронику текущих событий».
Кроме того, она писала письма в поддержку сограждан, которых считала невиновными. В частности, Каллистратова написала открытое письмо в поддержку В. Буковского, характеризуя его «как человека абсолютно бескорыстного, преданного Родине, человека души и обостренной совести».
В конце декабря 1969 года в Ташкенте участвовала в окончании следствия по делу разжалованного генерала Григоренко. Ходатайство С. Каллистратовой по поводу дела Петра Григоренко стало одним из документов, положивших начало разоблачению политических злоупотреблений психиатрией в СССР. Этот документ присутствовал в материалах, посланных В. Буковским западным психиатрам, и присутствовал на конгрессе Всемирной психиатрической ассоциации в Гонолулу (1977), на котором была принята резолюция, осуждающая советские политические злоупотребления психиатрией.
Каллистратова участвовала в работе Московской Хельсинкской группы, была консультантом Рабочей комиссии по расследованию использования психиатрии в политических целях. «Хроника текущих событий» (1977) упоминает об этом так:

В начале января при Московской группе «Хельсинки» была создана рабочая комиссия по расследованию использования психиатрии в политических целях. В неё вошли москвичи Вячеслав БАХМИН, Ирина КАПЛУН, Александр ПОДРАБИНЕК, Феликс СЕРЕБРОВ и ленинградка Джемма БАБИЧ (КВАЧЕВСКАЯ). Представителем Московской группы «Хельсинки» в Рабочей комиссии является П. Г. ГРИГОРЕНКО. По правовым вопросам Рабочую комиссию консультирует С. В.КАЛЛИСТРАТОВА.— .
В конце 1980-х Каллистратова участвовала в основании общества «Мемориал».

## Уголовное преследование Каллистратовой
После нескольких политических процессов Каллистратова сама оказалась под следствием КГБ. В её квартире, как и в квартирах её друзей и родственников, многократно проводились обыски; изымались письма, документы, аудиоплёнки и кассеты, а также пишущие машинки. В 1981 году против Каллистратовой было возбуждено уголовное дело по статье  190-1 («Распространение заведомо ложных измышлений, порочащих советский государственный и общественный строй»). 17 апреля 1981 года следователь КГБ В. Н. Капаев произвёл обыск.
Сторонники настаивали на отсутствии какого бы то ни было криминального элемента в стремлении человека осуществлять право на свободу информации в соответствии со статьёй 19 Всеобщей декларации прав человека и документами Организации по безопасности и сотрудничеству в Европе.
Адвокат в руках следствия, защитник в роли свидетеля или обвиняемого представлялся следователю Воробьёву особенно интересным и значимым источником информации. От поведения правозащитников на допросах зависела не только их репутация, но и судьбы других правозащитников; иногда знание законов позволяло уйти от опасных вопросов следствия, не давая ложных показаний, однако при этом и не отказываясь от дачи показаний, не предоставляя при этом материал, который мог бы помочь следствию нарушать права других правозащитников. Просеивание вопросов через сито «ПЛОД», описанное Владимиром Альбрехтом, позволяло сделать вопросы следствия неэффективными в доказательной части. Однако в условиях, когда приговор выносился на основе инструкций и особых представлений о социалистической законности, а не законов, любая информация о друзьях, полученная опытным психологом, могла быть использована (и использовалась) для подавления правозащитного движения и устранения инакомыслия. Кроме того, последовательное использование сита «ПЛОД» требует постоянного напряжения.
С. Каллистратова отличалась скромностью и не считала себя в состоянии пользоваться такой системой. Кроме того, она действительно знала очень много о многих правозащитниках, в том числе и о тех, которые находились в СССР и не в заключении. Поэтому С. Каллистратова вообще отказывалась давать какие-либо показания «под протокол» и ограничивалась обсуждением погоды и древних исторических деятелей, например Александра Македонского, в неформальных разговорах со следователем.
Даже находясь под следствием, Каллистратова писала и посылала в центральные газеты статьи о противоречиях в советских законах, о процессуальных нарушениях, о преследовании верующих, о проектах конституции, о так называемой «братской помощи» другим странам, о злоупотреблениях в психиатрии, о ссылке Андрея Сахарова и многом другом. Её статьи отказывались брать в официальные журналы и газеты, и они распространялись в самиздате. Уже в период перестройки и гласности Каллистратова написала открытое письмо, комментируя публикацию в «Известиях» писателя Чингиза Айтматова о советском периоде застоя, когда «все молчали», однако в то время эта статья Каллистратовой не была опубликована, и отсутствуют даже подтверждения, что Айтматов и редактор «Известий» прочли её письмо.

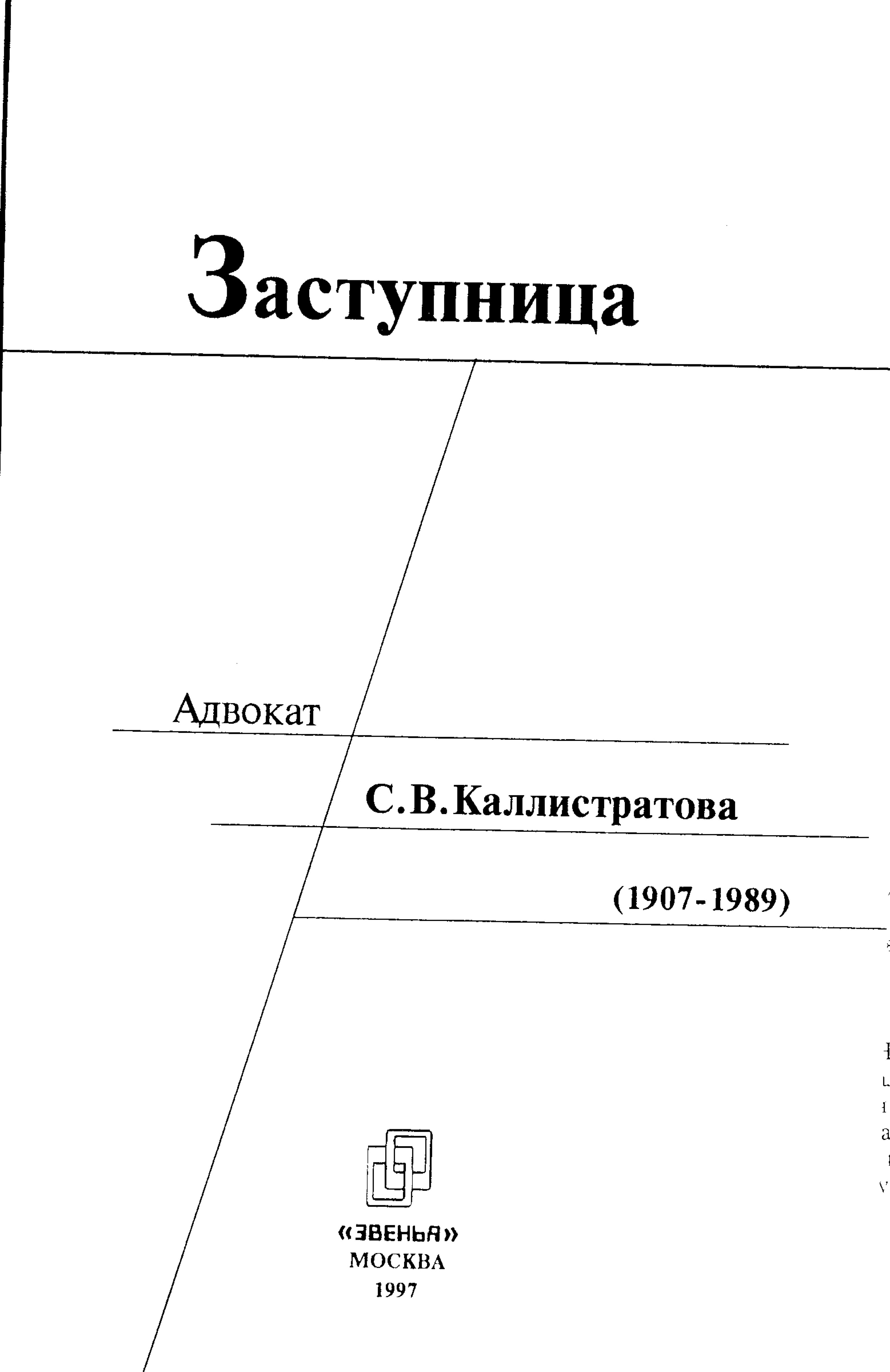
Титул книги о Софье Каллистратовой

В августе 1984 года уголовное дело против Софьи Каллистратовой было прекращено в связи с возрастом и состоянием здоровья, но Каллистратова настаивала на своей невиновности («Я готова предстать перед любым гласным судом!») и добилась пересмотра постановления. В 1988 году прокуратура г. Москвы отменила постановление 1984 года и постановила прекратить уголовное дело в отношении Софьи Каллистратовой «за отсутствием в её действиях состава преступления».

## Награды
- Неоднократно объявлялись благодарности, вручались Почётные грамоты (до сентября 1967 года).
- Почётная грамота Моссовета, сентябрь 1967 года.
- В одном из парков города Иерусалима (Израиль) в честь Каллистратовой посажено 10 деревьев, 1975 год.

## Память
- Памятная доска установлена на доме где она жила, Курская область, город Рыльск, ул. Розы Люксембург, 22.
- Золотая медаль Гильдии российских адвокатов, 1997 год, посмертно.
- Издательство «Звенья» выпустило книгу «Заступница», 1997 год[28] о жизни и деятельности Каллистратовой.
- 4 октября 2007 года в обществе «Мемориал» состоялась встреча, посвящённая столетию со дня рождения Каллистратовой и Петра Григоренко.
- 9 октября 2007 года в сборнике «Права человека в России» была опубликована заметка о столетии со дня рождения Каллистратовой со ссылками на материалы Московской Хельсинкской группы, Википедию и линками на другие публикации[29].

## Семья
- Отец Василий Акимович Каллистратов (1866 — арестован в 1937), потомственный священник. В ревизской сказке села Троицого что на Рати Тускарного стана Курского уезда, датируемой 1719—1721 годами упомянут поп Семен Евдокимов 65 лет и его семья, в том числе невестка вдова Колистратовская жена Агафья 40 лет и её дети Петр 13 лет, Афонасей 10 лет, дочь Стефанида 9 лет. Потомки Петра Каллистратовича записаны под фамилией Каллистратовы, а не Евдокимовы. Лукьян Петрович был священником в селе Троицком, Дмитрий Лукьянович и его сын Андрей Дмитриевич были священниками в городе Рыльске. Иоаким (Аким) Андреевич Каллистратов был священником в селе Коренском[30].
- Мать Зиновия Федоровна, урождённая Курдюмова (1876—1963), из семьи священника.
- В семье было 7 детей:
  - Сестра Наталия (род. 13 (25) августа 1897 года), училась на высших женских курсах. Её муж комкор Иван Семёнович Кутяков (1897—1938, расстрелян).
  - Сестра Надежда (род. 27 апреля (10 мая)  1900 года — 1921), училась в Рыльской гимназии
  - Брат Фёдор (род. 6 (19) апреля 1903 года — 1983), учился в Рыльской гимназии, затем был директором музея-заповедника Горки Ленинские; его жена — правовед Татьяна Борисовна Мальцман, автор монографий и учебников «Вопросы брака и семьи в суде» (1949), «Гражданское право» (1950), «Совершение, исправление и аннулирование записей актов гражданского состояния» (1964), дочь известного российского юриста и революционного деятеля Бориса Самойловича Мальцмана, автора монографий «Законодательство о промышленности, торговле, труде и транспорте» (в трёх томах, 1923—1925), «Законы о частном капитале» (1928) и племянница видного российского адвоката Акима Марковича Гинзберга (1876—1920).
    - Племянница — доктор юридических наук Римма Фёдоровна Каллистратова (1929—2016).

  - Брат Дмитрий (род. 7 (20) августа 1905 года), учился в Рыльской гимназии
  - Брат Михаил (род. 26 августа (8 сентября)  1910 года)
  - Брат Иван (род. 26 августа (8 сентября)  1910 года — 1922)
- Муж Александр Дмитриевич Мокринский, поженились в 1927 году. Впоследствии жил в Красноярском крае, имел пятерых детей, работал землеустроителем.
- В браке не состояли, отец дочери Альбер Александр (настоящее имя было Шарль Фрешар, а первое — конспиративное), гражданин Франции, сын лесника из северо-восточной Франции, из Вогезов. В первую мировую был в армии артиллеристом, там вступил в компартию. Когда в 1920 г. его часть направили в Россию, в Архангельск, он вместе с товарищами дезертировал. С 1930 по 1932 год был слушателем Международной ленинской школы коммунистов, затем вернулся во Францию. В годы Второй Мировой войны был участником Сопротивления, узником Дахау.
  - Дочь Маргарита Александровна Каллистратова (род. 1930), есть внуки.